# Escudo de Montreal (Tarragona)
El escudo de armas de Montreal es un símbolo del municipio español de Montreal, oficialmente Mont-Ral, y se describe, según la terminología precisa de la heráldica, por el siguiente blasón:

«Escudo en losange de ángulos rectos: de sinople, un monte de púrpura moviente de la punta sumado de una corona real de oro. Al timbre, una corona de pueblo.»

## Diseño
La composición del escudo está formada sobre un fondo en forma de cuadrado apoyado sobre una de sus aristas, llamado escudo de ciudad o escudo embaldosado, según la configuración difundida en Cataluña al haber sido adoptada por la administración en sus especificaciones para el diseño oficial de los municipios de las entidades locales de color verde (sinople). En el escudo aparece representado un monte, que toca el límite inferior del escudo (moviente de la punta) de color Púrpura y encima del monte (sumado), una representación de una corona real.
El escudo está acompañado en la parte superior de un timbre en forma de corona mural, que es la adoptada por la Generalidad de Cataluña para timbrar genéricamente a los escudos de los municipios. En este caso, se trata de una corona mural de pueblo, que básicamente es un lienzo de muralla amarillo (oro) con puertas y ventanas en negro (cerrado de sable), con cuatro torres almenadas, tres de ellas vistas.

## Historia
El ayuntamiento acordó iniciar el expediente de adopción de escudo el 27 de enero de 2010. El pleno del ayuntamiento aprobó en pleno el escudo el 21 de abril. El 30 de junio de 2010, el Institut d'Estudis Catalans emitió el informe favorable y fue finalmente aprobado el 26 de julio y publicado en el DOGC número 5.687 de 6 de agosto de 2010.
Se trata de armas parlantes referidas al topónimo del municipio.